# علم الرواسب

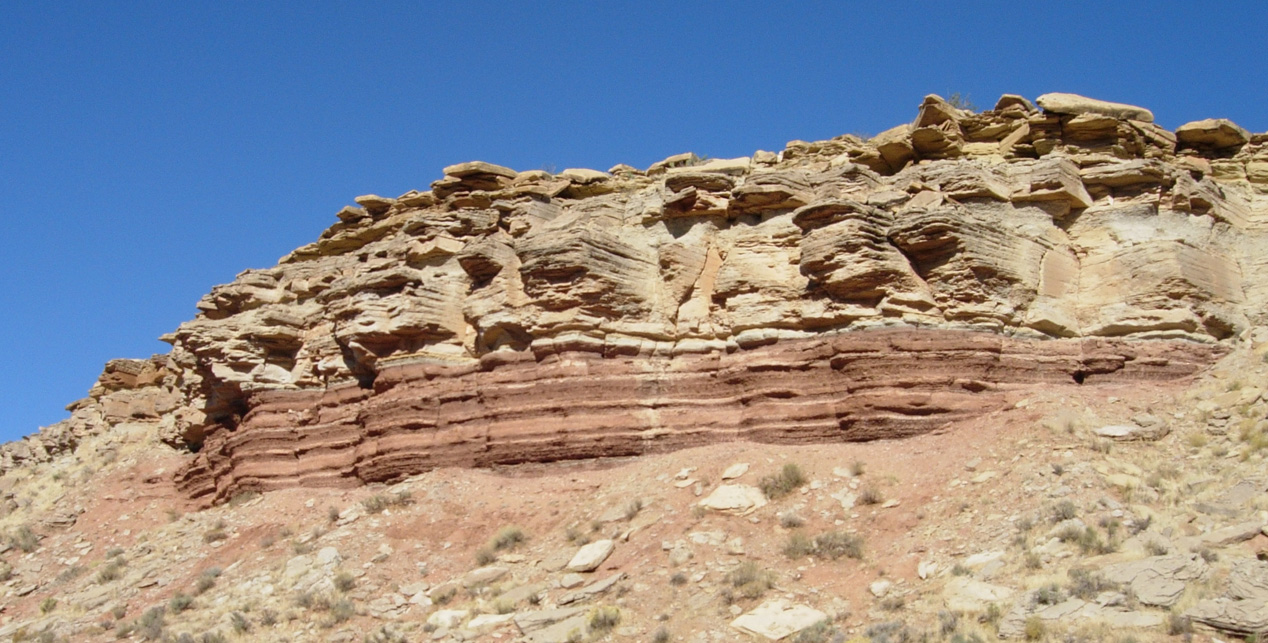
طبقات رسوبية من العصر الثلاثي Triassic، ويرى فيها تتابع طبقات أحجار رملية وطميية Siltstone.

علم الرواسب  في الجيولوجيا (بالإنجليزية:Sedimentology) يتخصص علم الرواسب في دراسة ترسيبات الرمل والطين والطفلة، 
والعمليات الطبيعية التي تؤدي إلى تكوين تلك الرواسب.

ويهتم عالم الجيولوجيا في دراسته للرواسب من أجل فهم التاريخ الجيولوجي للأرض، وهو في ذلك يقوم بدراسة الصخور الرسوبية والتكوينات الرسوبية، كذلك يستعين بتلك الدراسات للكشف عن مواقع أبار نفط وغاز طبيعي ومناجم للمعادن الأولية.

وتغطي معظم سطح الأرض الرواسب، وهي تسجيل لتاريخ الأرض، وهي تحوي سجلها الأحفوري. ويرتبط علم الرواسب اتصالا وثيقا بدراسة الطبقات الصخرية، وبدراسة فيزياء الطبقات الصخرية وعلاقتها وتغيرها مع الزمن.
والمؤثرات المؤثرة على الأرض اليوم هي نفسها التي سادت في الماضي ودراستها تبين لنا الطريقة التي تكونت بها تلك الرسوبيات. وعن طريق مقارنة ظواهر طبيعية نجدها في وقتنا الحاضر بظواهر أصبحت مسجلة في صخور وأحجار الأرض من قديم الزمن، مثل مقارنة هبوب أعاصير الرمال اليوم بالكثيبات الرملية التي تكونت في الماضي يستطيع الجيولوجي معرفة العوامل البيئية التي سادت في الماضي.

## أنواع الصخور الرسوبية

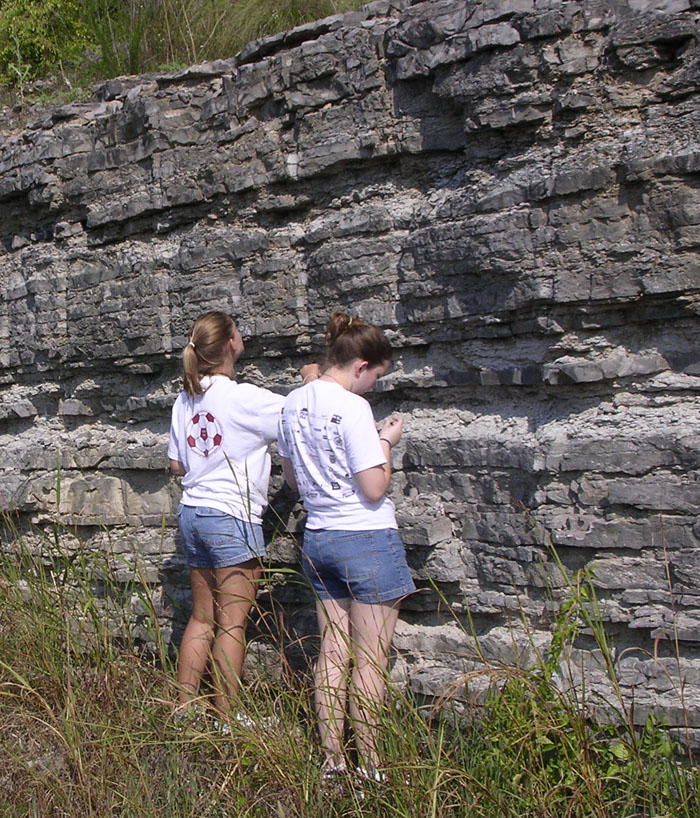
مقطع طبقات من صخور العصر الأردوفيسي في وسط ولاية تينيسي، بالولايات المتحدة. تكونت الرواسب التي تشكل هذه الصخور في أحد المحيطات وتوضعت في طبقات أفقية.

توجد أربعة أنواع رئيسية للصخور الرسوبية: حبيبية ، وكربونات ، وتبخرية، وكيميائية .
- تتكون الصخور حبيبية من حبيبات جمعتها الرياح من ضخور مختلفة وتماسكت. وتصنف الصخور الحبيبية بحسب نوع الحبيبات وحجمها وتركيبها. وكانت الصخور الرسوبية الغنية بالسيليكا تسمى في الماضي صخورا حبيبية إلا أن اكتشفت بعد ذلك صخورا حبيبية من الكربونات. وقد اتفق على التسمية صخور رسوبية حبيبية سيليكاتية .siliciclastic
- وتتكون الصخور الرسوبية العضوية من المواد العضوية المتجمعة وهي تكوّن الفحم والسجيل النفطي (أردواز نفطي)، وهي توجد في أحواض جيولوجية على أعماق مختلفة تحت الأرض أو قريبة من السطح. ويوجد السجيل النفطي في مناطق شاسعة في كندا قريبا من سطح الأرض. (وتأمل كندا يوما ما إنتاج النفط من تلك الأحجار عندما يرتفع سعر البترول ويصبح استخراجه من تلك الصخور الأردوازية اقتصاديا.)
- يتكون صخر الكربونات  من كربونات المعادن العديدة وأغلبها كربونات الكالسيوم (CaCO3))، وهي توجد مترسبة بوساطة تفاعلات عضوية وغير عضوية. وتوجد كثير من أحجار الكربونات في مناطق المرجان.
- تتكون الأحجار التبخرية عن طريق تبخر الماء فوق سطح الأرض مخلفا ورائه أملاحا معدنية، مثل الهاليت أو الجبس،
- صخور رسوبية كيميائية - وهي تضم بعض الكربونات - تترسب من محاليل مائية معدنية، مثل الياسبيليت jaspilite.

## أهمية الصخور الرسوبية

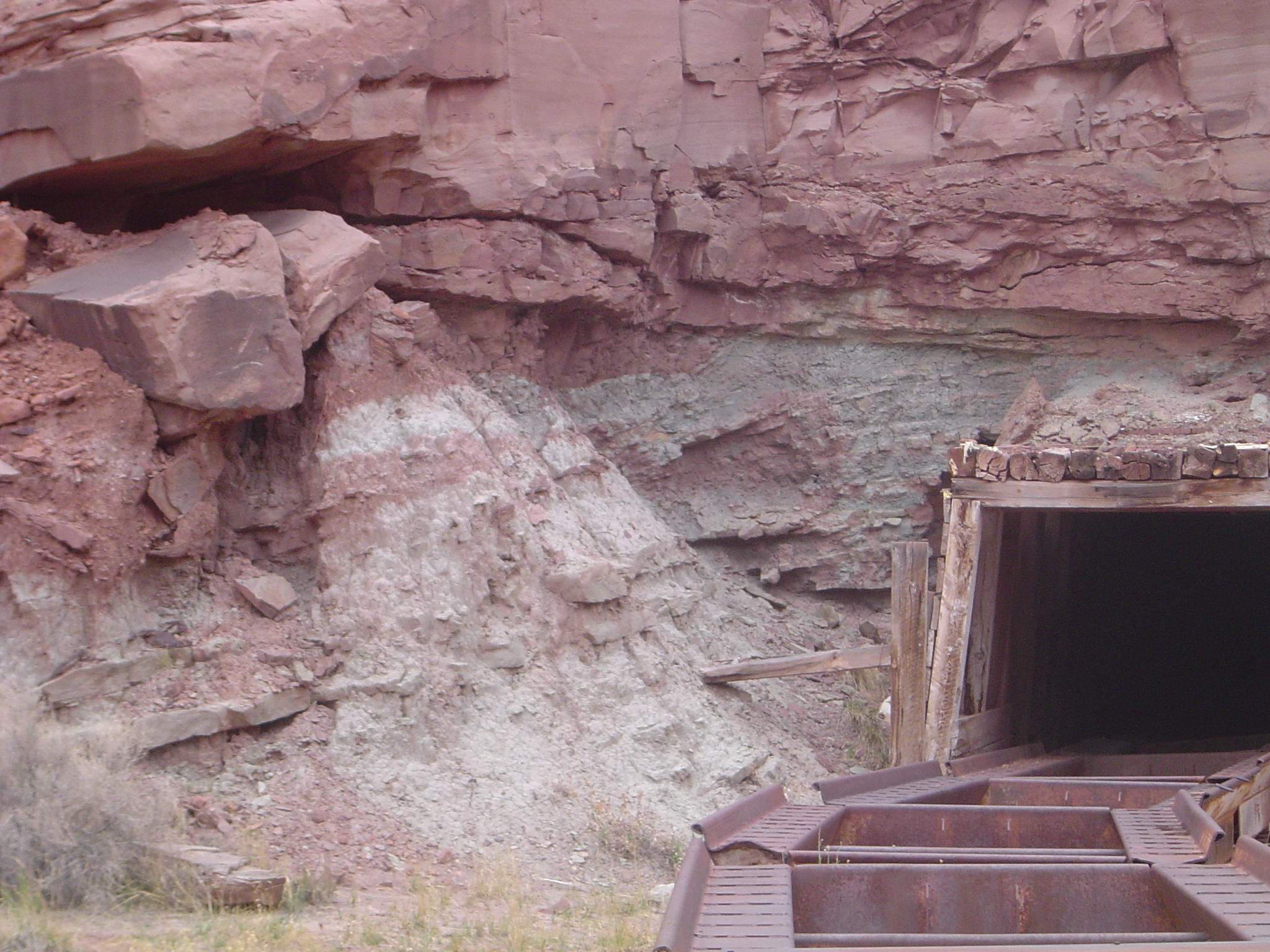
Mi Vida uranium mine in
تفاعلات أكسدة-اختزال mudstones near مواب

الصخور الرسوبية توفر منتجات كثيرة مهمة للمجتمعات المعاصرة والقديمة أيضا.
- في الفن: الرخام من الصخور المتحولة الكلسية التي تستخدم في الفن ة الاسثتك.
- صناعة السيراميك ومواد البناء.الطفلة تستخدم في صناعة الاواني الفخارية والسيراميك والطوب، استخراج الاسمنت و (Lime|Lime(miterial)) من الجير.
- في التصميم المعماري: الاحجار الرسوبية تستخدم في صناعةالبلوكات

## اقرأ أيضا
- دراسة الطبقات الصخرية
- علم وصف طبقات الأرض
- تفجر أرضي
- بركان
- صخر ناري
- مكيث